# Bleach (court métrage)
Pour les articles homonymes, voir Bleach.
Bleach est un film de science-fiction de 30 minutes sur les médicaments provoquant l'amnésie (en). Le court métrage, réalisé par Bill Platt en 1998, a remporté le prix du film étudiant de la Directors Guild of America, ainsi que la médaille d'or dans la catégorie narrative des 25èmes prix annuels de la Student Academy Awards (en). Le film a été projeté au Festival du film de Sundance en 1998.

## Distribution
- David Zayas
- John Adams Jr.
- Michael Peter Bolus
- Kathy Cullen